# Oscar onorario
Il Premio Oscar alla carriera (in originale, dal 1929, Special Academy Award oppure Special Academy Award for Career Achievement o Honorary Academy Award for Career Achievement), anche chiamato Premio Oscar onorario (Honorary Oscar) viene assegnato senza regolarità per celebrare i conseguimenti che non sono coperti dagli Academy Awards competitivi. Nei primi anni veniva spesso usato per premiare conseguimenti che non rientravano nelle categorie esistenti, e ciò portò con il tempo alla creazione di diverse nuove categorie (come il miglior film straniero, nel 1956). Negli anni recenti è stato assegnato quasi esclusivamente per celebrare i conseguimenti di una carriera.
Contrariamente agli altri Premi Oscar, che sono votati da tutti membri dell'Academy of Motion Picture Arts and Sciences, i vincitori del premio onorario sono scelti dal Consiglio di Amministrazione dell'Academy.
Il premio è costituito dalla stessa statuetta assegnata agli altri premiati ed è raccomandato, dagli anni '80, un numero di assegnazioni per edizione non superiore a due.
Il premio veniva consegnato direttamente durante la notte degli Oscar, ma dall'edizione del 2010 i premi vengono annunciati alla fine dell'estate e vengono consegnati in una serata speciale chiamata Governors Awards che si tiene in novembre. I vincitori sono poi invitati ad assistere alla premiazione effettiva degli Oscar, in cui vengono ricordati. Il numero dei premiati passa da due a tre.
Alla serata dei Governor Awards vengono assegnati anche gli eventuali altri premi speciali.

## Albo d'Oro
L'anno indicato si riferisce a quello in cui è stato consegnato il premio, segue la motivazione del riconoscimento.

### 1920
- 1929
  - Charlie Chaplin - Per la versatilità ed il genio nella recitazione, sceneggiatura, regia e produzione nel film Il circo. Chaplin era candidato come miglior attore, ma l'Academy lo escluse dalla competizione perché potesse ricevere un premio speciale.
  - Warner Bros. - Per la produzione de Il cantante di jazz, il primo film sonoro di rilievo, che rivoluzionò l'industria cinematografica.

### 1930
- 1930
  - Sebbene generalmente non considerati in questa categoria, furono assegnati due premi di partecipazione onoraria all'Academy per Thomas Alva Edison e George Eastman.
- 1931
  - nessuno
- 1932
  - Walt Disney - Per la creazione di Topolino.
- 1933
  - nessuna cerimonia in quest'anno perché cambiò la stagione di riferimento per la premiazione.
- 1934
  - nessuno
- 1935
  - nessuno
- 1936
  - David Wark Griffith - Per i suoi notevoli risultati creativi come regista e produttore e per le sue spinte innovative nel campo dell'arte cinematografica.
- 1937
  - March of Time - Per l'importanza in campo dell'industria cinematografica e per aver rivoluzionato uno dei suoi settori più importanti, il rotocalco di notizie.
  - W. Howard Greene, Harold Rosson - Per i risultati nella colorazione delle pellicole presso la casa di produzione Selznick International Production con il film Il giardino di Allah (placca).
- 1938
  - Museum of Modern Art Film Library - Per il notevole lavoro svolto nel raccogliere film datati dal 1895 al presente e per aver reso disponibile al pubblico per la prima volta il significato dello studio storico ed estetico degli sviluppi dell'arte cinematografica fra le arti maggiori. (certificato).
  - Edgar Bergen - Per la sua notevole creazione comica, Charlie McCarthy (statuetta lignea).
  - Mack Sennett - Per i contributi duraturi alle tecniche di comicità sullo schermo, i cui principi di base sono fondamentali oggi come all'epoca della loro invenzione, l'Academy presenta un premio speciale al maestro del divertimento, allo scopritore di star ed al simpatico, gentile e comprensivo genio della commedia, Mack Sennett.
  - W. Howard Greene - Per la fotografia a colori di È nata una stella (placca) - Questo premio è stato raccomandato da una commissione di maestri del settore dopo aver visto tutti i film a colori creati in quell'anno.
- 1939
  - Arthur Ball - Per i suoi notevoli contributi allo sviluppo della tecnica del colore nella fotografia cinematografica (certificato).
  - Harry M. Warner - In riconoscimento dello spirito patriottico nella produzione di cortometraggi a carattere storico che presentavano alcuni episodi significativi delle prime lotte del popolo americano per la libertà (certificato).
  - Walt Disney - Per Biancaneve e i sette nani, riconosciuto come una significativa innovazione sullo schermo che ha affascinato milioni di persone ed è stato il pioniere in un importante campo dell'intrattenimento (una statuetta con sette statuette in miniatura).
  - Gordon Jennings (effetti speciali), Jan Domela (assistente per gli effetti speciali), Devereaux Jennings (assistente per gli effetti speciali), Irmin Roberts (assistente per gli effetti speciali), Art Smith (assistente per gli effetti speciali), Farciot Edouart (transparenze), Loyal Griggs (assistente per le trasparenze), Loren L. Ryder (effetti sonori), Harry D. Mills (assistente per gli effetti sonori), Louis Mesenkop (assistente per gli effetti sonori), Walter Oberst (assistente per gli effetti sonori) - Per i notevoli traguardi ottenuti nella creazione di effetti speciali visivi e sonori presso la Paramount per il film Il falco del nord (placca).
  - Oliver T. Marsh, Allen M. Davey - Per la fotografia a colori del film della Metro-Goldwyn-Mayer Bisticci d'amore.

### 1940
- 1940
  - Jean Hersholt (presidente), Ralph Morgan (presidente del comitato esecutivo), Ralph Block (primo vicepresidente), Conrad Nagel; Motion Picture Relief Fund - Riconoscimento dei notevoli servizi all'industria cinematografica negli anni passati al Motion Picture Relief Fund e dei dirigenza progressista (placca).
  - Technicolor Co. - Per i suoi contributi nel portare con successo la produzione della tecnica a tre colori sullo schermo.
  - Douglas Fairbanks - Riconoscimento al contributo unico e notevole di Douglas Fairbanks, primo presidente dell'Academy, allo sviluppo internazionale della cinematografia (Premio commemorativo).
  - William Cameron Menzies - Per i notevoli traguardi nell'uso del colore con fini espressivi per gli stati d'animo drammatici nella produzione di Via col vento (placca).
- 1941
  - Bob Hope - In riconoscimento ai suoi servizi altruistici per l'industria cinematografica (placca speciale d'argento).
  - Nathan Levinson - Per il suo notevole servizio all'industria cinematografica ed all'esercito durante questi ultimi nove anni, che ha reso possibile l'odierna mobilizzazione efficiente delle attrezzature cinematografiche per la produzione di film sull'addestramento militare.
- 1942
  - Walt Disney, William E. Garity, J. N. A. Hawkins, RCA Manufacturing Co. - Per il loro notevole contributo allo sviluppo dell'uso del suono nei film attraverso la produzione di Fantasia (certificato).
  - Leopold Stokowski (e associati) - Per i loro sorprendenti risultati nella creazione di una nuova musica visuale nella produzione Walt Disney Fantasia, nella quale hanno diffuso lo scopo del cinema come intrattenimento e forma d'arte (certificato).
  - Scott Rey - Per i suoi straordinari risultati nella produzione di Kukan, il film che testimonia la lotta cinese, compresa la fotografia effettuata con una camera a 16mm sotto le più difficili e pericolose condizioni (certificato).
  - Ministero dell'Informazione del Regno Unito - Bersaglio di stasera - Per la vivida e drammatica presentazione dell'eroismo del RAF nel film documentario (certificato).
- 1943
  - Studios MGM - Per i successi nel rappresentare lo stile di vita americano nella serie di film di Andy Hardy (certificato).
  - Charles Boyer - Per i suoi successi progressivi nello stabilire la French Research Foundation a Los Angeles quale fonte di riferimento (certificato).
  - Noël Coward - Eroi del mare - Il cacciatorpediniere Torrin - Per i suoi notevoli successi di produzione per il suddetto film (certificato).
- 1944
  - George Pal - Per lo sviluppo di nuovi metodi e tecniche nella produzione di brevi soggetti conosciuti come Puppetoons (placca).
- 1945
  - Bob Hope - Per i suoi molti servizi all'Accademia (membro a vita dell'Academy of Motion Picture Arts e Sciences).
- 1946
  - Daniel J. Bloomberg, Republic Studio, Republic Sound Department - Per la costruzione di un notevole auditorium per i musical che garantisce ottime condizioni di registrazione e combina tutti gli elementi di design acustico e ingegneristico (certificato).
  - Walter Wanger - Per il suo servizio di sei anni come Presidente dell'Academy of Motion Picture Arts e Sciences (placca speciale).
  - Frank Ross, Mervyn LeRoy - The House I Live In - Per il tollerante soggetto breve; prodotto da Frank Ross e Mervyn LeRoy; diretto da Mervyn LeRoy; sceneggiatura di Albert Maltz; canzone "The House I Live In" con musica di Earl Robinson e testo di Lewis Allen; con Frank Sinatra; trasmesso da RKO Radio.
- 1947
  - Ernst Lubitsch - Per i suoi meritori contributi all'arte cinematografica (certificato).
  - Harold Russell - Per aver portato speranza e coraggio ai compagni veterani con l'apparizione in I migliori anni della nostra vita.
  - Laurence Olivier - Enrico V - Per il suo eccezionale successo come attore, produttore e regista nel portare Enrico V sullo schermo.
- 1948
  - William Nicholas Selig; Albert E. Smith; Thomas Armat; George K. Spoor - (Uno fra) il piccolo gruppo di pionieri le cui speranze verso un nuovo mezzo di comunicazione e i cui contributi al suo sviluppo durante le loro vite, spianarono la strada sul quale si è sviluppata l'industria cinematografica, dall'oscurità alla fama mondiale.
  - Bill & Coo - Nei quali la maestria artistica e la pazienza si fusero per la creazione di un nuovo mezzo di comunicazione e intrattenimento, il cinema (placca).
  - James Baskett - Per la sua abile e accorata caratterizzazione dello zio Tom, amico e racconta-storie dell'infanzia nel mondo nel film Walt Disney I racconti dello zio Tom.
- 1949
  - Sciuscià - Italia. L'alta qualità di questo film, mostrata con eloquenza in un paese ferito dalla guerra, è la prova per il mondo che lo spirito creativo può trionfare sulle avversità.
  - Sid Grauman - Maestro dell'intrattenimento, che ha alzato gli standard delle esibizioni nei film.
  - Adolph Zukor - Un uomo che è stato definito il padre del film di genere in America, per i suoi servizi a questa industria che coprono un periodo di quarant'anni.
  - Walter Wanger - Per il suo spiccato servizio all'industria cinematografica nel dare staura morale nella comunità mondiale attraverso la produzione del film Giovanna d'Arco.
  - Monsieur Vincent - Francia. Votato dall'Academy Board of Governors come il più notevole film in lingua straniera uscito negli Stati Uniti durante il 1948.

### 1950
- 1950
  - Fred Astaire - Per la sua unica maestria artistica e i suoi contributi alla tecnica del musical cinematografico.
  - Cecil B. DeMille - Rilevante pioniere del cinema per 37 anni di brillante direzione artistica.
  - Jean Hersholt - Per il rilevante contributo all'industria cinematografica.
  - Ladri di biciclette - Italia. Votato dall'Academy Board of Governors come il più notevole film in lingua straniera uscito negli Stati Uniti durante il 1949.
- 1951
  - Louis B. Mayer - Per il rilevante contributo all'industria cinematografica.
  - George Murphy - Per i suoi servizi nell'interpretazione dell'industria cinematografica al paese in generale.
  - Le mura di Malapaga - Francia/Italia. Votato dall'Academy Board of Governors come il più notevole film in lingua straniera uscito negli Stati Uniti durante il 1950.
- 1952
  - Gene Kelly - Come apprezzamento della sua versatilità come attore, cantante, regista e ballerino e specificamente per i suoi brillanti traguardi nell'arte della coreografia nei film.
  - Rashōmon - Giappone. Votato dall'Academy Board of Governors come il più notevole film in lingua straniera uscito negli Stati Uniti durante il 1951.
- 1953
  - Merian C. Cooper - Per i suoi molteplici rinnovamenti e contributi all'arte cinematografica.
  - Bob Hope - Per il suo contributo alla risata nel mondo, i suoi servizi all'industria cinematografica e la sua devozione al sogno americano.
  - Harold Lloyd - Maestro della commedia e buon cittadino.
  - George Alfred Mitchell - Per il design e lo sviluppo della cinepresa che porta il suo nome e la sua continua e dominante presenza nel campo della cinematografia.
  - Joseph M. Schenck - Per il lungo e particolare servizio all'industria cinematografica.
  - Giochi proibiti - Francia. Miglior film in lingua straniera uscito negli Stati Uniti durante il 1952.
- 1954
  - 20th Century-Fox Film Corporation - Riconoscimento all'immaginazione, alla spettacolarizzazione ed alla lungimiranza nell'introdurre il procedimento rivoluzionario conosciuto come CinemaScope.
  - Bell and Howell Co. - Per i loro traguardi pionieristici e basilari nel miglioramento dell'industria cinematografica.
  - Joseph Breen - Per la sua consapevole, di mentalità aperta e dignitosa gestione del Motion Picture Production Code.
  - Pete Smith - Per la sua spiritosa e pungente osservazione della scena americana nella sua serie di "Pete Smith Specialties".
- 1955
  - Bausch & Lomb Optical Co. - Per i loro contributi nel miglioramento dell'industria cinematografica.
  - Greta Garbo - Per le sue indimenticabili interpretazioni sullo schermo.
  - Danny Kaye - Per il suo talento unico, il suo servizio all'Academy, all'industria cinematografica e al popolo americano.
  - Kemp Niver - Per lo sviluppo del Renovare Process che ha reso possibile il restauro della Collezione cinematografica della Biblioteca del Congresso.
  - Jon Whiteley - Per la sua notevole e giovanile interpretazione ne I piccoli rapitori
  - Vincent Winter - Per la sua notevole interpretazione ne I piccoli rapitori(statuetta in miniatura).
  - La via dell'inferno - Giappone. Miglior film in lingua straniera uscito Stati Uniti durante il 1954.
- 1956
  - Miyamoto Musashi Giappone. Miglior film in lingua straniera uscito Stati Uniti durante il 1955.
- 1957
  - Eddie Cantor - Per il particolare servizio all'industria cinematografica.
- 1958
  - Society of Motion Picture and Television Engineers - Per i loro contributi nello sviluppo dell'industria cinematografica.
  - Broncho Billy Anderson - Pioniere del cinema, per i suoi contributi allo sviluppo del cinema come intrattenimento.
- 1959
  - Charles Brackett - Per il notevole servizio all'Academy.
  - B. B. Kahane - Per il particolare servizio all'industria cinematografica.
  - Maurice Chevalier - Per i suoi contributi al mondo dell'intrattenimento in più di mezzo secolo.

### 1960
- 1960
  - Lee De Forest - Per le sue invenzioni pionieristiche che permisero il sonoro nella cinematografia.
  - Buster Keaton - Per il suo talento che ci ha regalato commedie immortali sullo schermo.
- 1961
  - Gary Cooper - Per le sue numerose interpretazioni memorabili sullo schermo e per la riconoscibilità internazionale che lui, come individuo, ha dato all'industria cinematografica.
  - Stan Laurel - Per la sua creatività pionieristica nel campo della commedia cinematografica.
- 1962
  - Fred L. Metzler - Per la dedizione e il notevole servizio reso all'Academy of Motion Picture Arts e Sciences.
  - Jerome Robbins - Per i suoi brillanti risultati nell'arte della coreografia nei film.
  - William L. Hendricks - Per il suo notevole e patriottico servizio reso con il soggetto, la sceneggiatura e la produzione del film sul Corpo della Marina, A Force in Readiness, che ha dato onore all'Academy ed all'industria cinematografica.
- 1963
  - nessuno
- 1964
  - nessuno
- 1965
  - William Tuttle - Per i notevoli risultati nel campo del trucco per Le 7 facce del Dr. Lao.
- 1966
  - Bob Hope - Per l'unico e particolare servizio reso alla nostra industria ed all'Academy (medaglia d'oro).
- 1967
  - Yakima Canutt - Per i risultati come controfigura e per lo sviluppo di espedienti di sicurezza per proteggere ovunque gli stunt men.
  - Y. Frank Freeman - Per l'inusuale e notevole servizio reso all'Academy durante i suoi trent'anni a Hollywood.
- 1968
  - Arthur Freed - Per il particolare servizio reso all'Academy e la produzione di 6 rinomate spettacoli televisive degli Academy Awards.
  - John Chambers - Il pianeta delle scimmie - Per i notevoli risultati nel trucco del film.
- 1969
  - Onna White - Per i suoi notevoli traguardi nel campo della coreografia in Oliver!.

### 1970
- 1970
  - Cary Grant - Per la sua unica padronanza nell'arte della recitazione cinematografica con il rispetto e l'affetto dei suoi colleghi.
- 1971
  - Lillian Gish - Per la superlativa capacità artistica e per il particolare contributo al progresso della cinematografia.
  - Orson Welles - Per la superlativa capacità artistica e la versatilità nella creazione di pellicole cinematografiche.
- 1972
  - Charlie Chaplin - Per l'incalcolabile effetto che ha ottenuto rendendo la cinematografia la forma di arte di questo secolo. (riceve la più lunga ovazione in piedi della storia della premiazione)
- 1973
  - Charles S. Boren - Leader per 38 anni dell'industria del lavoro illuminato e architetto della sua politica di non-discriminazione. Con tutto il rispetto e l'affetto di coloro che hanno lavorato nei suoi film.
  - Edward G. Robinson - Che ha ottenuto la grandezza come attore, un patron delle arti e un cittadino dedito... insomma un uomo del Rinascimento. Dai suoi amici nell'industria che ama.
- 1974
  - Henri Langlois - Per la sua devozione all'arte cinematografica, i suoi abbondanti contributi nella preservazione del suo passato e la sua fede inamovibile nel futuro.
  - Groucho Marx - In riconoscimento della sua brillante creatività e per gli ineguagliabili progressi raggiunti nell'arte della commedia cinematografica dai Fratelli Marx.
- 1975
  - Howard Hawks - Un maestro della cinematografia americana i cui sforzi creativi mantengono una posizione distinta nel mondo del cinema
  - Jean Renoir - Un genio che con grazia, responsabilità e invidiabile devozione attraverso film muti, sonori, di genere, documentari e televisione, ha guadagnato l'ammirazione mondiale.
- 1976
  - Mary Pickford - In riconoscimento dei suoi unici contributi all'industria cinematografica e lo sviluppo della cinematografia come mezzo di comunicazione artistica.
- 1977
  - nessuno
- 1978
  - Margaret Booth - Per il contributo eccezionale all'arte del montaggio nell'industria cinematografica.
- 1979
  - Museum of Modern Art, Dipartimento del Cinema - Per il contributo che ha dato alla percezione pubblica del cinema come forma d'arte.
  - Walter Lantz - Per aver portato gioia e ilarità in ogni parte del mondo attraverso i suoi unici film animati.
  - Laurence Olivier - Per la sua intera opera, per gli unici traguardi della sua intera carriera ed il suo contributo nell'arco di tutta la vita all'arte cinematografica.
  - King Vidor - Per i suoi incomparabili risultati come creatore e innovatore cinematografico.

### 1980
- 1980
  - Hal Elias - Per la sua dedizione e il particolare servizio reso all'Academy of Motion Picture Arts & Sciences.
  - Alec Guinness - Per i progressi nell'arte della recitazione sul grande schermo attraverso una lunga serie di memorabili e superlative interpretazioni.
- 1981
  - Henry Fonda - L'attore consumato, come riconoscimento ai suoi brillanti conseguimenti e durevoli contributi all'arte cinematografica.
- 1982
  - Barbara Stanwyck - Per la sua superlativa creatività e il contributo unico all'arte della recitazione sul grande schermo.
- 1983
  - Mickey Rooney - Come riconoscimento ai suoi 50 anni di versatilità in una grande varietà di interpretazioni memorabili.
- 1984
  - Hal Roach - Come riconoscimento al suo record ineguagliato di meritevoli contributi alla forma d'arte del cinema.
- 1985
  - The National Endowment for the Arts, in riconoscimento del suo 20º anniversario dell'impegno dedicato a coltivare l'attività artistica e creativa in ogni campo delle arti.
  - James Stewart, per i suoi cinquanta anni memorabili di spettacolo, per i suoi alti ideali sia dentro che fuori dallo schermo, con rispetto e affetto dei suoi colleghi.
- 1986
  - Paul Newman, in riconoscimento delle sue innumerevoli memorabili ed irresistibili interpretazioni e per la sua integrità personale e dedizione alla sua arte.
- 1987
  - Alex North, in riconoscimento delle sue brillanti capacità artistiche nella creazione di memorabili musiche per una miriade di film notevoli.
  - Ralph Bellamy, per la sua unica abilità artistica e per la sua meritevole carriera nella professione di attore.
- 1989
  - Eastman Kodak Co., per i 100 anni di esistenza e di successi.
  - National Film Board of Canada, in riconoscimento del suo cinquantesimo anniversario e del suo impegno dedicato alla realizzazione di un'attività artistica, creativa e tecnologica e del suo merito in ogni campo del cinema.

### 1990
- 1990
  - Akira Kurosawa, per i suoi lavori cinematografici che hanno ispirato, deliziato, arricchito ed intrattenuto il pubblico mondiale e influenzato i registi di tutto il mondo.
- 1991
  - Sophia Loren, per una carriera ricca di film memorabili che hanno dato maggiore lustro alla nostra forma d'arte.
  - Myrna Loy, Per i suoi conseguimenti in carriera.
- 1992
  - Satyajit Ray, per la sua rara maestria nell'arte cinematografica e per il suo profondo atteggiamento umanitario, che ha avuto un'influenza indelebile sui cineasti e sul pubblico di tutto il mondo.
- 1993
  - Federico Fellini, in riconoscimento dei suoi meriti cinematografici che hanno entusiasmato e intrattenuto il pubblico mondiale.
- 1994
  - Deborah Kerr, un'artista dalla impeccabile grazia e bellezza, un'attrice dedicata che ha condotto la sua carriera cinematografica sempre con perfezione, disciplina ed eleganza.
- 1995
  - Michelangelo Antonioni, in riconoscimento del suo posto tra i massimi maestri dell'estetica visiva e stilistica nel cinema.
- 1996
  - Kirk Douglas, per i cinquanta anni di forza creativa e morale nella comunità cinematografica.
  - Chuck Jones, per la creazione dei classici dell'animazione che hanno portato gioia al mondo intero per mezzo secolo.
- 1997
  - Michael Kidd, in riconoscimento al suo servizio nell'arte della danza portata sul grande schermo.
- 1998
  - Stanley Donen, in apprezzamento di un corpus di opere segnate dalla grazia, dall'eleganza, dallo spirito e dall'originalità visiva.
- 1999
  - Elia Kazan, in riconoscimento al suo indelebile contributo all'arte della regia cinematografica.

### 2000
- 2000
  - Andrzej Wajda, in riconoscimento ai cinque decenni di straordinaria regia.
- 2001
  - Jack Cardiff, maestro delle luci e del colore.
  - Ernest Lehman, in apprezzamento alla gran varietà d'opere.
- 2002
  - Sidney Poitier, in riconoscimento all'incredibile realizzazione come artista e come essere umano.
  - Robert Redford, attore, regista, produttore, creatore del Sundance, una vera ispirazione per i registi indipendenti e innovativi da ogni parte del mondo.
- 2003
  - Peter O'Toole, il cui indelebile talento ha lasciato traccia nella storia del cinema con alcune delle sue memorabili interpretazioni.
- 2004
  - Blake Edwards, in riconoscimento alle sue sceneggiature, regie, e produzioni che hanno fornito una straordinaria quantità d'opere per il cinema.
- 2005
  - Sidney Lumet, in riconoscimento ai suoi brillanti servizi come sceneggiatore, creatore e artista del cinema.
- 2006
  - Robert Altman, per una carriera che ha ripetutamente reinventato la forma dell'arte e ha ispirato registi e pubblico.
- 2007
  - Ennio Morricone, per i suoi magnifici e multi sfaccettati contributi nell'arte della musica per film.
- 2008
  - Robert F. Boyle, in riconoscimento di una delle più grandi carriere cinematografiche nella produzione di scenografie.
- 2009: non assegnato

### 2010
- 2010
  - Lauren Bacall, in riconoscimento del suo ruolo centrale nell'Età dell'Oro dei film.
  - Roger Corman, per la sua ricca produzione di film e registi.
  - Gordon Willis, per la sua insuperabile padronanza di luci, ombre, colori e movimento.
- 2011
  - Eli Wallach, per una vita piena di personaggi indimenticabili.
  - Kevin Brownlow, per la saggia e devota cronaca dell'evoluzione del cinema.
  - Jean-Luc Godard, per la passione, per il confronto, per un nuovo tipo di cinema.
- 2012
  - James Earl Jones, per la sua eredità di coerenti eccellenze e una versatilità non comune.
  - Dick Smith, per la sua impareggiabile padronanza della tessitura, dell'ombra della forma e dell'illusione.
- 2013
  - D. A. Pennebaker, ha ispirato generazioni di registi con il suo "tu sei qui". È considerato uno dei fondatori del movimento cinéma vérité.
  - Hal Needham, un pioniere nel migliorare le tecnologie degli stunts e delle procedure si sicurezza.
  - George Stevens Jr., un instancabile campione delle arti in America e specialmente nella più grande arte americana: i film di Hollywood.
- 2014[1]
  - Angela Lansbury, un'icona dell'intrattenimento che ha creato alcuni dei personaggi più celebri della storia del cinema, ispirando generazioni di attori.
  - Steve Martin, per i suoi molteplici talenti e l'ispirazione che ha fornito all'arte del cinema.
  - Piero Tosi, un visionario i cui incomparabili costumi superano il tempo facendo vivere l'arte nei film.
- 2015[2]
  - Hayao Miyazaki, un narratore la cui arte dell'animazione ha ispirato cineasti e spettatori di tutto il mondo.
  - Jean-Claude Carrière, le cui sceneggiature elegantemente scritte elevano l'arte della sceneggiatura al livello della letteratura.
  - Maureen O'Hara, una delle stelle più brillanti di Hollywood, le cui performance stimolanti hanno brillato con passione, calore e forza.
- 2016[3]
  - Spike Lee, per lo straordinario contributo che ha dato al mondo dello spettacolo durante la sua carriera.
  - Gena Rowlands, per lo straordinario contributo che ha dato al mondo dello spettacolo durante la sua carriera.
- 2017[4]
  - Jackie Chan, per aver recitato, e talvolta scritto, diretto e prodotto, in più di 30 film di arti marziali nel suo paese natale Hong Kong, affascinando gli spettatori con il suo abbagliante atletismo, il creativo lavoro di stunting e il carisma illimitato.
  - Anne V. Coates, in oltre 60 anni da montatrice, ha lavorato fianco a fianco con molti autorevoli registi su una straordinaria gamma di film.
  - Lynn Stalmaster, per oltre cinque decenni, ha applicato i suoi talenti in più di 200 film ed è stato fondamentale per la carriera di attori celebri.
  - Frederick Wiseman, ha realizzato quasi un film all'anno dal 1967, illuminando vite nei contesti sociali, culturali e delle istituzioni governative.
- 2018[5]
  - Charles Burnett, un pioniere del cinema decisamente indipendente e influente che ha raccontato la vita dei neri americani con eloquenza e intuizione.
  - Owen Roizman, il cui ampio stile visivo e l'innovazione tecnica hanno fatto avanzare l'arte della fotografia.
  - Donald Sutherland, per una vita di personaggi indelebili, portati in scena con incrollabile sincerità.
  - Agnès Varda, la cui compassione e curiosità informano un cinema unicamente personale.
- 2019[6]
  - Marvin Levy, per una carriera esemplare in pubblicità che ha portato i film alle menti, ai cuori e alle anime del pubblico di tutto il mondo.
  - Lalo Schifrin, in riconoscimento del suo stile musicale unico, dell'integrità compositiva e dei contributi influenti all'arte del comporre musica da film.
  - Cicely Tyson, le cui indimenticabili performance e integrità personale hanno ispirato generazioni di cineasti, attori e pubblico.

### 2020
- 2020[7]
  - David Lynch, per aver sfidato senza paura i confini alla ricerca della sua singolare visione cinematografica.
  - Wes Studi, in riconoscimento della forza e del talento conferiti ai suoi indelebili ritratti cinematografici e per il suo costante sostegno della comunità dei nativi americani.
  - Lina Wertmüller, per il suo provocatorio scostamento dalle norme politiche e sociali trasmesso con coraggio attraverso la sua arma preferita: l'obiettivo della macchina da presa.
- 2021: non assegnato
- 2022[8]
  - Samuel L. Jackson, un'icona culturale il cui lavoro dinamico ha risuonato attraverso decenni, generazioni e pubblico in tutto il mondo.
  - Elaine May, per il suo approccio al cinema audace e intransigente, come scrittrice, regista e attrice.
  - Liv Ullmann, il cui coraggio e trasparenza emotiva hanno regalato al pubblico interpretazioni sullo schermo profondamente toccanti.
- 2023[9]
  - Euzhan Palcy, una regista pionieristica il cui significato rivoluzionario nel cinema internazionale è cementato nella storia del cinema.
  - Diane Warren, la cui musica e testi hanno amplificato l'impatto emotivo di innumerevoli film e ispirato generazioni di artisti musicali.
  - Peter Weir, un regista di consumata abilità e talento artistico il cui lavoro ci ricorda il potere dei film di rivelare l'intera gamma dell'esperienza umana.
- 2024[10]
  - Angela Bassett, che nel corso della sua decennale carriera, ha continuato a offrire interpretazioni trascendenti che stabiliscono nuovi standard nella recitazione.
  - Mel Brooks, che ha illuminato i cuori con il suo umorismo e la sua eredità ha avuto un impatto duraturo su ogni aspetto dell'intrattenimento.
  - Carol Littleton, la cui carriera nel montaggio cinematografico funge da modello per coloro che verranno dopo di lei.
- 2025[11]
  - Quincy Jones, il cui genio artistico e la cui instancabile creatività lo hanno reso una delle figure musicali più influenti di tutti i tempi.
  - Juliet Taylor, per aver fornito il cast a film iconici e amati e aver aperto una nuova strada al settore.
- 2026[12]
  - Debbie Allen, il cui lavoro ha affascinato generazioni e attraversato i generi.
  - Tom Cruise, per il suo incredibile impegno nei confronti della comunità cinematografica, dell'esperienza filmica e della comunità degli stuntman.
  - Wynn Thomas, per aver dato vita ad alcuni dei film più duraturi attraverso il suo occhio visionario e la maestria della sua arte.